# Villa rustica na Mirima u Ostrvici
Villa rustica, na lokalitetu Mirima, arheološko nalazište ville rustice u Ostrvici, područje Grada Omiša, zaštićeno kulturno dobro

## Opis dobra
Kasnoantička vila rustika nalazi se na lokalitetu Miri u zaseoku Krcatovići, a na području sela Donja Ostrvica u srednjim Poljicima. Vila pripada tipološki zanimljivom sklopu i iznimno je sačuvana u visini prvog kata. Pripada istom arhitektonskom sloju kao i kasnoantička crkva u obližnjem selu Gata i građevina na lokalitetu Polače u Strožancu. Zidovi u sklopu zaseoka Krcatovići su u gustoj strukturi manje ruralne cjeline karakteristične za oblast Poljica. Veća građevina otvorena prema malom polju reprezentativnog je karaktera i predstavlja jedinstveni arheološki spomenik kasne antike u agrarnom krajoliku.

## Zaštita
Pod oznakom Z-7261 zavedena je kao nepokretno kulturno dobro - pojedinačno, pravna statusa zaštićena kulturnog dobra, klasificirano kao "arheološka baština".